# راکت قسام

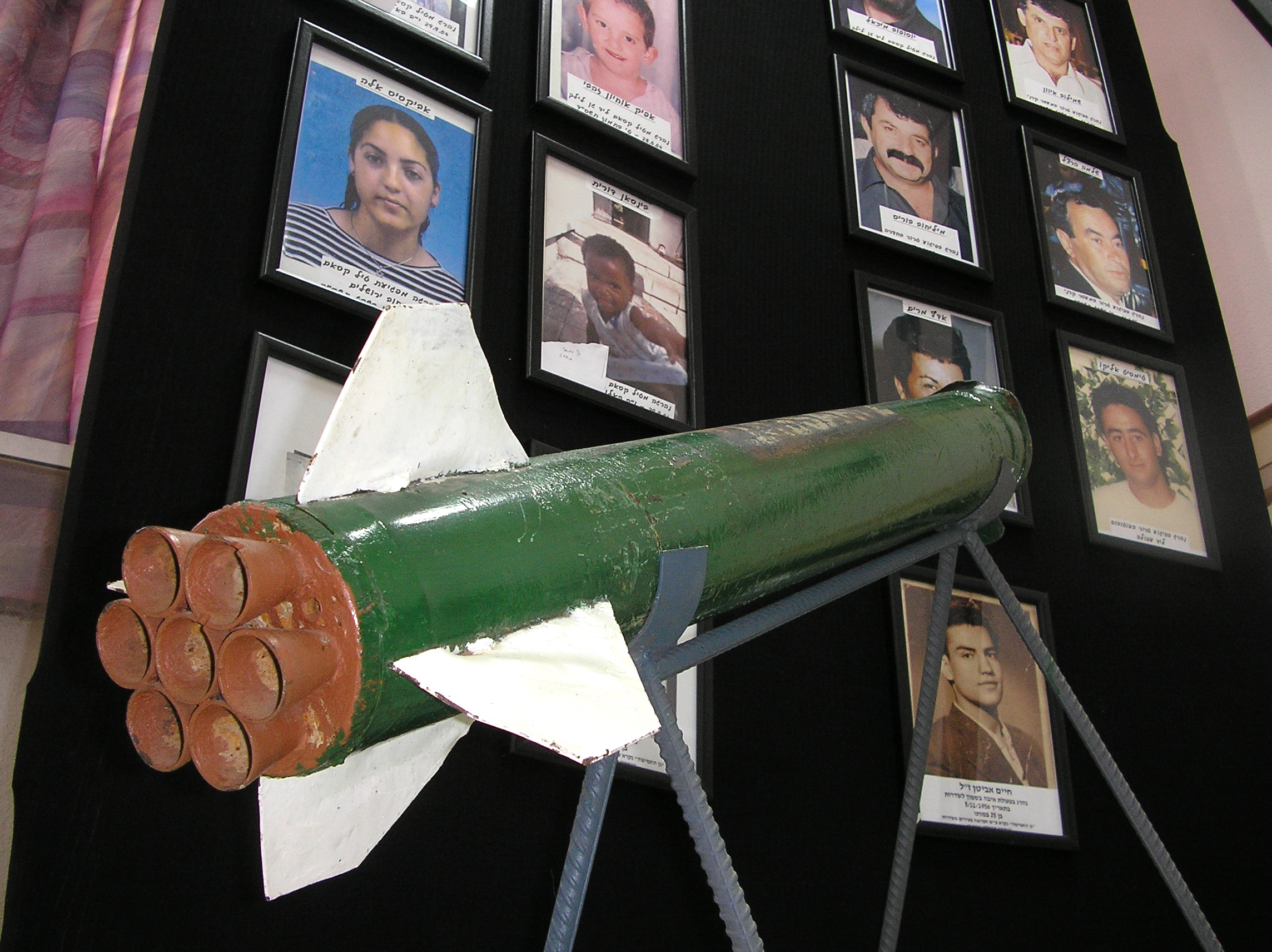
یک نمونه از موشکهای قسام شلیک شده به سمت شهر سدروت در جنوب اسرائیل

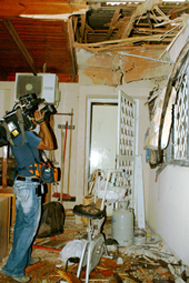
خرابی ناشی از شلیک یک موشک القسام در اسرائیل توسط فلسطینیان

راکت قَسّام (به عربی: صاروخ القسام‌) نوعی راکت ساخت نیروهای حماس برای استفاده علیه اسرائیل است. قسام راکتی غیرهدایت شونده‌است و در سه مدل مختلف تولید شده‌است. برد این موشک ۵ تا ۱۵ کیلومتر است و هزینه ساخت یک موشک بسیار کم (حدود ۳۱۳ دلار) است.
برآورد می‌شود که حماس از سال ۲۰۰۱ تا ۹ ژانویه ۲۰۰۹ بیش از سه هزار عدد از این راکت‌ها را به سوی اسرائیل شلیک کرده و ۲۸ نفر را در اسرائیل (اعم از نظامی و غیر نظامی، عرب و اسرائیلی) کشته و صدها نفر را مجروح کرده‌است.
سوخت راکت قسام ترکیبی از شکر و نیترات پتاسیم (نوعی کود شیمیایی رایج) و مواد منفجره آن ترکیبی از تی‌ان‌تی و نیترات اوره (نوعی کود شیمیایی رایج دیگر) است. این راکت در سه مدل قسام ۱، قسام ۲ و قسام ۳ ساخته شده‌است:
- قسام ۱ با کالیبر ۶۰ میلی‌متری، ۷۹ سانتیمتر طول، ۱۵ کیلو وزن، ۵ کیلوگرم کلاهک جنگی و ۵ کیلومتر برد دارد.
- قسام ۲ با کالیبر ۱۵۰ میلی‌متری، ۱۸۰ سانتیمتر طول، ۴۰ کیلو وزن، ۱۰ کیلوگرم کلاهک جنگی و ۱۲ کیلومتر برد دارد.
- قسام ۳ با کالیبر ۲۰۰ میلی‌متری، ۲۲۰ سانتیمتر طول، ۱۰۰ کیلو وزن، ۲۰ کیلوگرم کلاهک جنگی و ۲۰ کیلومتر برد دارد.

## نام
نام این راکت از گردان‌های عزالدین قسام شاخه نظامی حماس گرفته شده‌است که خود به یاد عزالدین قسام مبارز دهه ۱۹۳۰ فلسطینی نام‌گذاری شده‌است.

## تاریخچه

نمودار تعداد قسام‌های پرتاب شده به اسرائیل

مخترعان و سازندگان اولیه قسام نضال فتحی ربح فرحت و محمد خالد نام دارند که با هدایت عدنان الغول موسوم به «پدر قسام» که در ۲۲ اکتبر ۲۰۰۴ به دست اسرائیل کشته شد، این موشک را ساختند.
نخستین قسام در اکتبر ۲۰۰۱ شلیک شد. تا ۹ ژوئن ۲۰۰۶ در مجموع هزار فروند و در طول سال ۲۰۰۶ بیش از هزار فروند از این راکت به سرزمین اسرائیل پرتاب شده بودند.

## ساخت

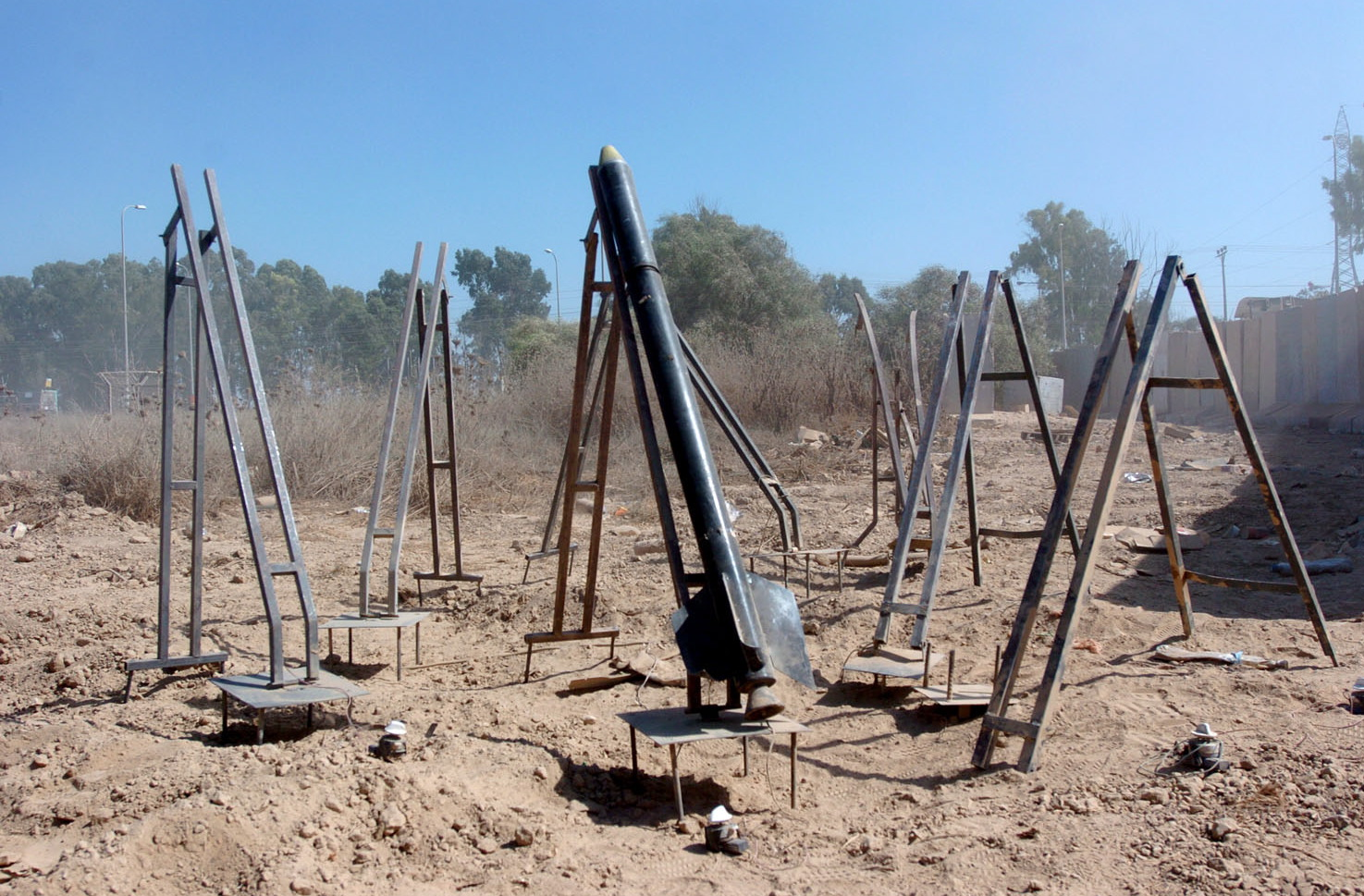
هشت پرتابگر قسام که یکی در وضعیت آماده شلیک است.

ساختار قسام بسیار ساده‌است. راکت‌های فلزی استوانه‌ای شکل توخالی با ترکیبی از شکر و نیترات پتاسیم (نوعی کود شیمیایی پرمصرف) پر می‌شوند و کلاهک راکت نیز با تی‌ان‌تی و اوره نیترات (نوعی کود شیمیایی دیگر) پر شده، با پوسته فلزی پوشانده و فیوزی متشکل از فشنگ، میخ و فنر به سر آن نصب می‌شود.
کار ساخت قسام نیز بسیار سریع است، به طوری‌که یک گروه ۱۲ نفری در یک شب می‌تواند صد راکت بسازد. قیمت تقریبی مواد خام لازم برای یک راکت بزرگ حدود ۵۰۰ یورو است
این موشک ساخت حماس بوده بودجه چندانی صرف ساخت آن نشده.